# Roland Winters
Roland Winters (* 22. November 1904 in Boston, Massachusetts als Roland Winternitz; † 22. Oktober 1989 in Englewood, New Jersey) war ein US-amerikanischer Schauspieler.

## Leben
Bekannt ist er vor allem durch die Rolle des chinesisch-hawaiianischen Detektivs Charlie Chan, den er ab 1947 nach dem Tod von Sidney Toler als dritter Darsteller in sechs kostengünstig produzierten Kriminalfilmen verkörperte. In weiteren Kinofilmen wirkte er meist in kleineren Rollen mit, unter anderem 1957 im Kriegsfilm Düsenjäger an der Seite von John Wayne oder 1961 im erfolgreichen Musikfilm Blaues Hawaii als Vater von Elvis Presleys Hauptfigur. Daneben war er vor allem im Fernsehen in diversen Serien, Shows und Filmen zu sehen. Im Fernsehen hatte er Gastrollen in Serien wie Alfred Hitchcock präsentiert, Route 66, Perry Mason und Green Acres. Das Schaffen von Winters umfasst mehr als 100 Produktionen bis zum Jahr 1982.
Winters war als Schauspieler auch am Broadway zu sehen. Er verstarb infolge eines Schlaganfalls im Alter von 84 Jahren im Actors Fund Home.

## Filmografie (Auswahl)
- 1946: 13 Rue Madeleine
- 1947: Charlie Chan – Der chinesische Ring (The Chinese Ring)
- 1948: Ein Pferd namens October (The Return of October)
- 1948: Schrei der Großstadt (Cry of the City)
- 1949: Malaya
- 1949: Once More, My Darling
- 1950: Der Gangsterboß von Rocket City (The Underworld Story)
- 1950: Verurteilt (Convicted)
- 1950: Zwischen Mitternacht und Morgen (Between Midnight and Dawn)
- 1950: Tod im Nacken (To Please a Lady)
- 1950: Cowboyrache in Oklahoma (Sierra Passage)
- 1950: Captain Carey, U.S.A.
- 1950: The West Point Story
- 1951: Von Gier besessen (Inside Straight)
- 1951: Überfall am Raton-Paß (Raton Pass)
- 1953: Ein Herz aus Gold (So Big)
- 1956: Eine Handvoll Hoffnung (Bigger Than Life)
- 1957: Charmant und süß – aber ein Biest (Top Secret Affair)
- 1957: Düsenjäger (Jet Pilot)
- 1960: Mister McCall (Cash McCall)
- 1961: Blaues Hawaii (Blue Hawaii)
- 1962: Ein Sommer in Florida (Follow That Dream)
- 1970: Loving

Als Charlie Chan
- 1947: Charlie Chan – Der chinesische Ring (The Chinese Ring )
- 1948: Docks of New Orleans
- 1948: The Shanghai Chest
- 1948: The Golden Eye
- 1948: The Feathered Serpent
- 1949: The Sky Dragon